# St. Peter und Paul (Betzendorf)

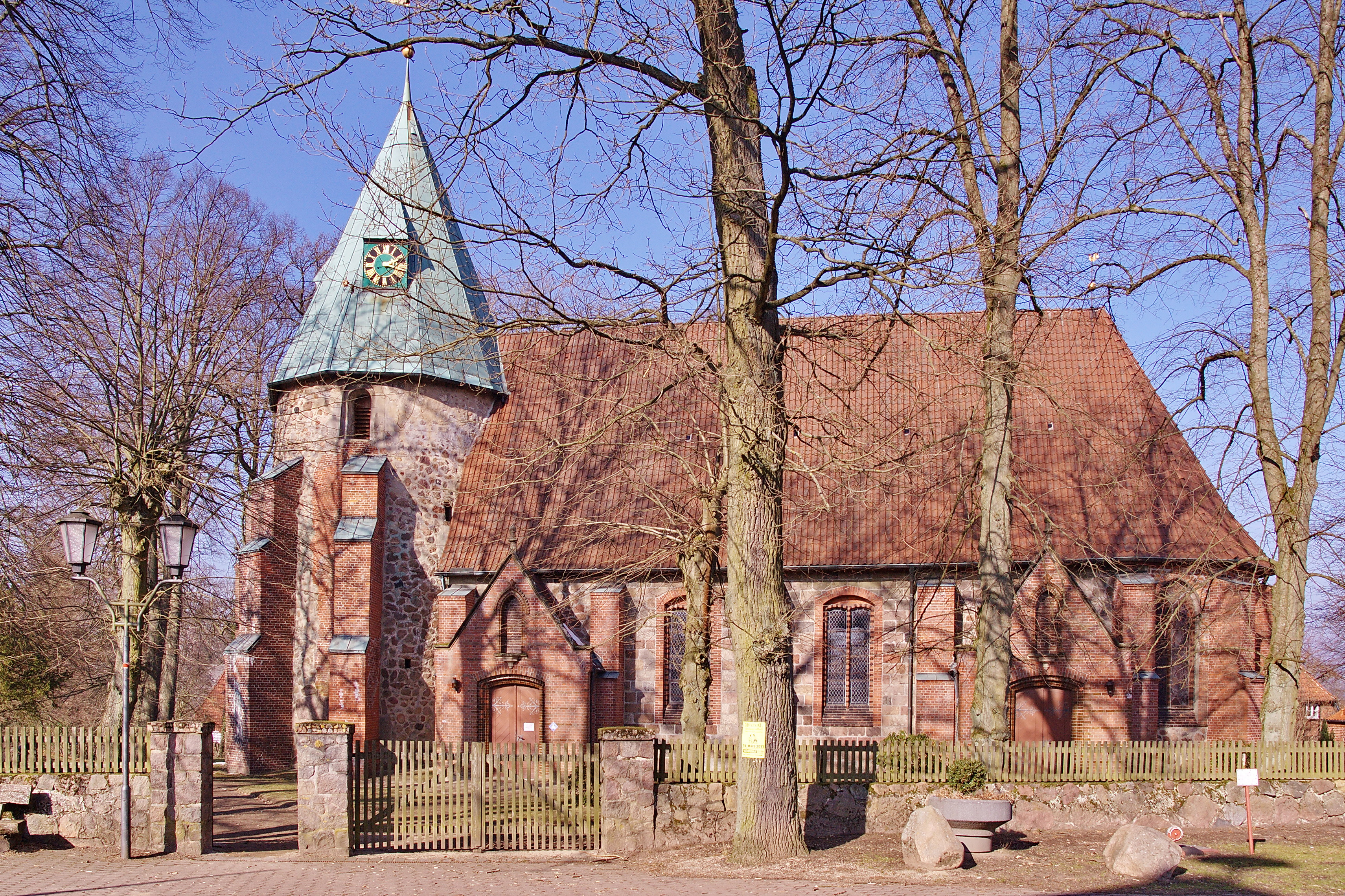
Rundturmkirche St. Peter und Paul

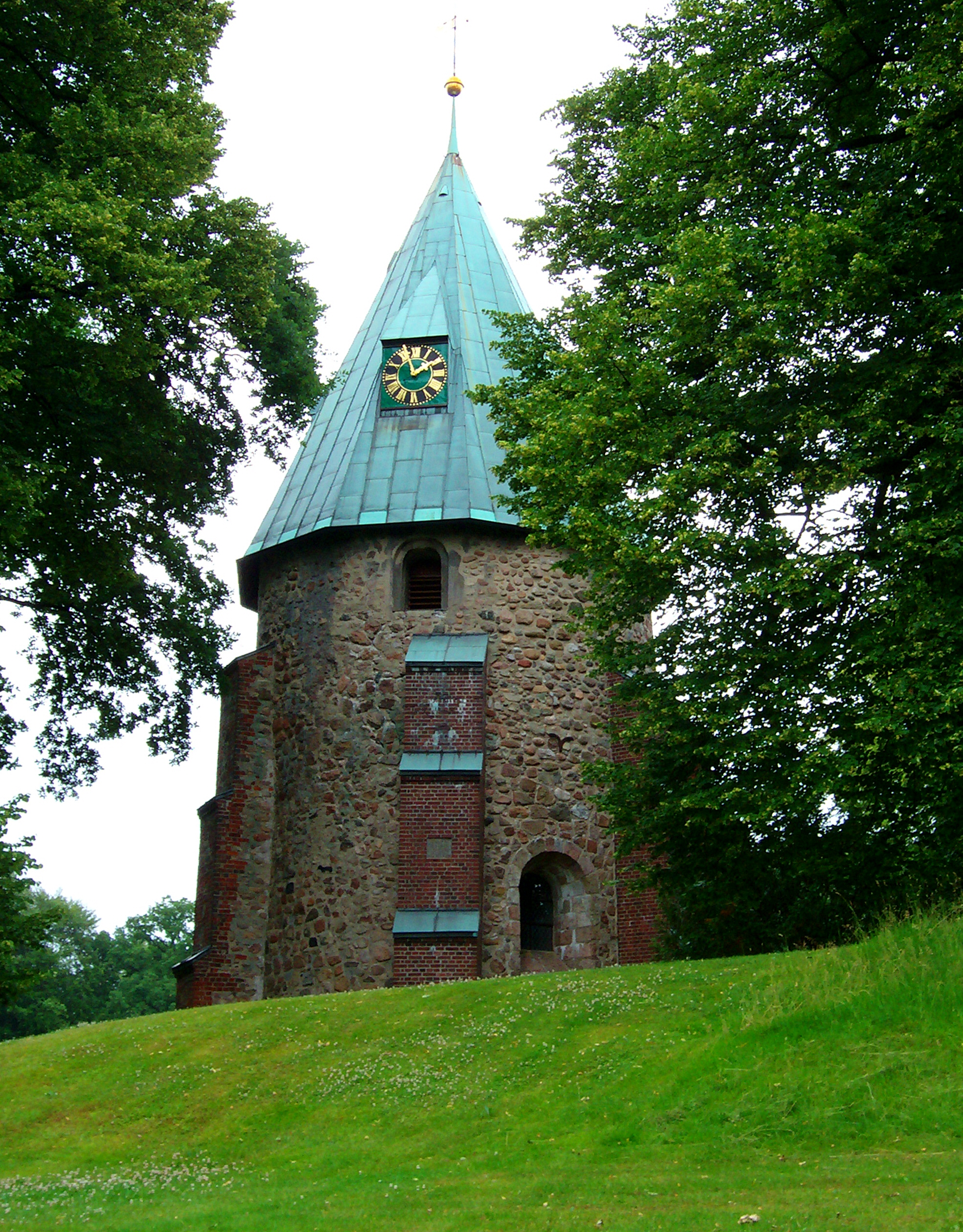
Ansicht des Rundturmes im Sommer

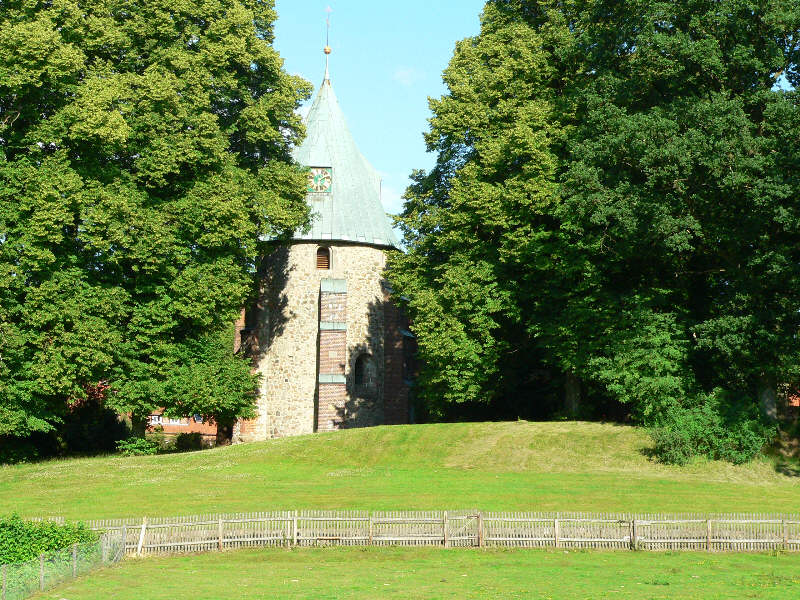
Blick auf die Kirche

Die evangelische Kirche St. Peter und Paul ist ein denkmalgeschütztes Kirchengebäude in Betzendorf, einer Gemeinde im Landkreis Lüneburg (Niedersachsen). Die evangelisch-lutherische Kirchengemeinde gehört zum Kirchenkreis Lüneburg in der Evangelisch-lutherischen Landeskirche Hannovers. Der Rundturm ist das Wahrzeichen des Ortes, ursprünglich unterstand die Kirche dem Patrozinium der Apostel Petrus und Paulus.

## Geschichte und Architektur
Der romanische Rundturm gehört zu den wenigen dieser Art im weiten Umkreis, er stammt aus der Zeit um 1250, eine genaue Bauzeit ist nicht urkundlich belegt. Er wurde als Wehr- und Rundturm errichtet und bot mit einem Geheimgang den Bewohnern im Falle eines Angriffes, die Möglichkeit, das Gelände unauffällig zu verlassen. Die aus Feldstein errichtete Kirche war ebenso wie das Dorf im Jahr 1300 Eigentum der Familie von Oedeme in Lüneburg, sie verschenkte 1341 das Patronat an den Propst und das Konvent des Klosters Lüne. Der Landesherr übernahm 1529, nach der Reformation das Patronat.
In der Nordwand der heutigen Kirche sind noch Reste des Mauerwerkes aus der Zeit um 1350 erhalten, das damalige besaß vermutlich ein niedriges Dach und eine flache Holzdecke, sowie eine Altarnische an der Ostseite. Bei der Erneuerung zwischen 1450 und 1460 wurde das Gebäude unter Beibehaltung der Außenmauern erneuert. Um das neue Gewölbe tragen zu können, wurden Strebepfeiler angebaut. Die Wände des neuen Chorraumes sind durch fünf Fenster gegliedert. Renovierungs- und Umbaumaßnahmen sind für die Jahre 1598, 1639, 1738, 1879–1881, 1928, 1951, 1984 belegt. Bei der Maßnahme im Jahr 1879 wurden zwei Anbauten aus Fachwerk, die als Leichenhalle und Sakristei dienten, abgerissen. Drei neue Fenster wurden in die Wände eingesetzt und durch den Turm ein Zugang zur Empore geschaffen. Von den ehemaligen Fenstern der Sakristei sind drei Glasbilder mit Evangelistensymbolen erhalten. Der Mittelgang wurde 1881 angelegt. Die neuen Chorfenster wurden nach Entwürfen von Siegfried Steege angefertigt, das Thema ist Gottes Schöpfung und wir Menschen. Alle Fenster haben die gleiche Größe, sie zeigen Gottes Geist schwebte über dem Urmeer, Gott schuf das Licht, Gott schuf eine Feste: das Land, Gott schuf das All, Gott schuf Pflanzen und Tiere im Wasser und auf dem Land, Gott schuf höhere Tiere, Vertreibung aus dem Paradies, Jesu Auferstehung – „der Gärtner“, Ausgießung des Heiligen Geistes. Die runden Fenster darüber haben zum Thema Das Auge Gottes, Das Samenkorn, Weintrauben, Abendmahlskelch, Der Pelikan, der mit seinem eigenen Blut seine Jungen ernährt. Die Form der sechs Seitenfenster im Schiff ist anders als die der Chorfenster. Die vier Glasbilder, die in das Fenster der Nordwand eingesetzt wurden, befanden sich vorher in den Sakristeifenstern. Sie zeigen die Evangelisten Matthäus, Johannes, Lukas und Markus in ihren Symbolen. Unter die Glasbilder sind die Namen der Stifter und des ersten Lehrers in Betzendorf geschrieben. Die Glasscheiben wurden 1984 neu mit Blei eingefasst.

## Turm
An der Ostseite des Rundturmes ist ein Schallöffnung aus frühromanischer Zeit erhalten, die mittlere Säule besteht aus Gips des Lüneburger Schildsteines. Seit 1450 ist diese Öffnung durch ein spitzes Dach überdeckt. Die Wände des aus Feldstein gemauerten Turmes sind durch Öffnungen gegliedert, einmal handelt es sich um Zugänge zur Empore und zum Innenraum, zum anderen um Schallöffnungen. Nach einer in einen Balken eingeschnitzten Jahreszahl, bekam der Turm 1598 einen neuen Dachstuhl, diese Reparatur ist auch in einem alten Kirchenrechnungsbuch überliefert. Dieser Dachstuhl musste 1659 durch Balken aus Eiche erneuert werden. Das Mauerwerk verjüngt sich von unten nach oben, ohne das dies von außen zu sehen ist, der Innenraum vergrößert sich demnach. In der Höhe des Fundaments sind die Mauern 2,63 Meter breit, in Höhe der Schallöffnungen 1,17 Meter. Der Turm hat eine Gesamthöhe von 24,86 Metern, der Dachstuhl eine Höhe von 11,20 Metern. Das Turmdach in Form einer zehnseitigen Pyramide wurde 1965 mit Kupferplatten eingedeckt, die vorherige Eindeckung aus Schiefer stammte von 1869, davor gab es ein rundes Schindeldach aus Eichenschindeln. Ein Blitzschlag im Jahr 1907 zerstörte die Turmuhr und verursachte Schäden an der Bausubstanz. Die ehemalige Grablege für die Familie Estorff aus Barnstedt war durch einen Gang, der allerdings nicht mehr vollständig erhalten ist, erschlossen. Die Grabkammer ging 1859 in den Besitz der Kirchengemeinde über. Die Wetterfahne steht auf einer Weltkugel. Das bekrönende Kreuz trägt die Inschrift I H S 1659 1907.

### Renovierung
Im Jahr 2019 und 2020 wurde  die Außenmauer des Turms saniert.  Im Jahr 2021 wurde der Vorhof der Kirche erneuert, die Kirche erhielt einen neuen Innenanstrich. Im Zuge der Innenrenovierung wurde das Triumphkreuz aus dem 14. Jahrhundert restauriert.

## Ausstattung

### Altarretabel

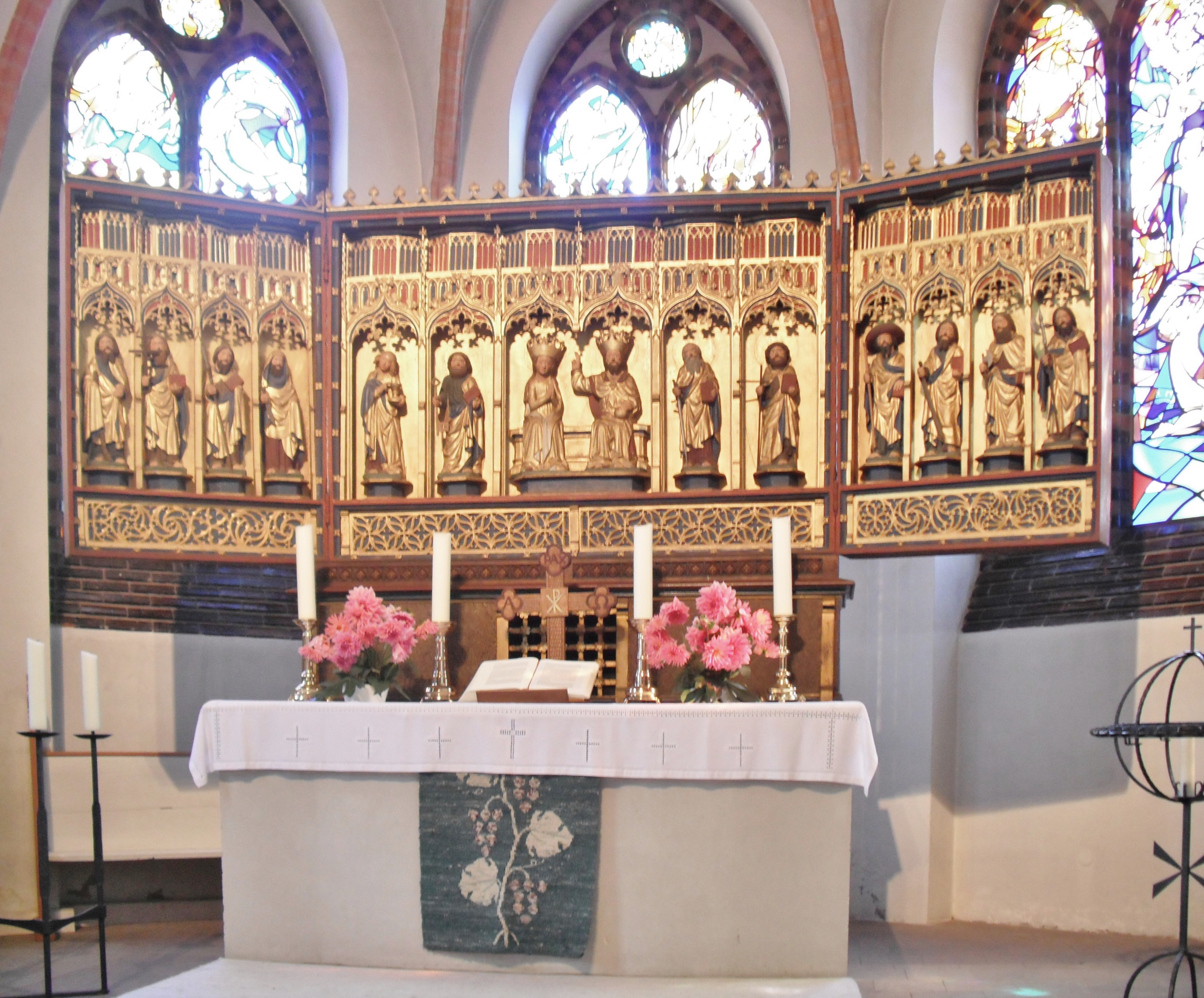
Betzendorfer Retabel mit Altar

Das Altarretabel ist der Mittelpunkt des Chorraumes, er wurde in der Zeit von 1450 bis 1460 von Volkmer Klovesten aus Lüneburg geschnitzt. Die Figuren im Triptychon stehen oder sitzen jeweils auf einem Sockel. Der Schrein ist 155 cm hoch und 224 cm breit, die Flügel sind 112 × 155 cm groß. 1881 wurde eine Predella zugefügt. In der Mitte befindet sich die Sakramentsnische, sie ist mit einem Gitter aus Eisen verschließbar. Die Fläche über den Figuren ist mit Maßwerk geschmückt und unterhalb mit Ornamentbändern. Die zentralen Figuren in der Mitte sind Jesus und Maria, Jesus hat die rechte Hand erhoben, Maria hat die Hände zum Gebet gefaltet. Die anderen Figuren sind Darstellungen des Apostel Judas Thaddäus mit dem Attribut Keule, der Jünger Phillippus mit dem Attribut Kreuzstab, der Apostel Thomas mit der Lanze, Bartholomäus mit dem Messer, der Apostel Johannes mit einem Kelch, Petrus mit dem Schlüssel, Maria als Himmelskönigin, Christus, Paulus mit dem Attribut Schwert, der Apostel Jakobus der Jüngere mit dem Walkerstab, Jakobus der Ältere mit dem Wanderstab, der Apostel Simon mit der Säge, der Apostel Matthias mit dem Beil, der Apostel Matthäus mit der Hellebarde.

### Kanzel
Die Kanzel wurde zwischen 1879 und 1881 vom Tischlermeister August Ebeling aus Lüneburg eingebaut, der Verbleib der Vorgängerkanzel ist nicht bekannt. Die Verzierungen der Treppe stammen vom Bildhauer Wilhelm Tester aus Bevensen, die Bilder in den Füllungen malte H. Fischbach aus Lüneburg, sie zeigen Johannes, Lukas, Markus, Matthäus und Christus als guten Hirten. Die Grundfläche des Korbes ist siebenseitig, wobei eine Seite für die Treppe mit sieben Stufen ausgespart ist. Die Flächen sind an der Außenseite jeweils 54 cm breit und 98 cm hoch. Der Korb steht in einer Höhe von 148 cm auf einer Säule. Bis 1881 hatte die Kanzel ihren Platz im Kirchenschiff, sie wurde dann an der Grenze des Chorraumes aufgestellt.

### Kreuze
- Das Kruzifix aus der zweiten Hälfte des 14. Jahrhunderts, an der Südwand, hatte bis 1984 seinen Platz über dem Altarschrein. Es ist 130 cm groß und 100 cm breit, der Korpus ist 79 cm hoch. Das Medaillon hat einen Durchmesser von 18 cm. Die Vierpässe an den Enden sind mit Reliefs geschmückt, sie zeigen den Mathäus, den Johannes, den Lukas, den Markus und den alten Adam, der mit der rechten Hand auf den neuen Adam zeigt. Auf der Rückseite ist im Schnittpunkt der Balken des Kreuzes ein Medaillon eingefügt. Es zeigt ein weißes Lamm mit einer Siegesfahne, ebenfalls in weiß und einen Kelch. Früher wurde es als Prozessionskreuz genutzt.[13]
- Das Kreuz aus Mahagoni und einem Korpus aus Ebenholz ist eine Leihgabe, es wird beleuchtet und soll ein Blickfang sein.[14]
- Das Friedenskreuz auf dem Altar schnitzte Hermann Lümann aus Tellmer 1983 aus Eiche. Im Vierpass ist das Wort PAX zu sehen, und in den Vierpässen an der rechten und linken Seite Alpha und Omega. XP, das Christusmonogramm steht im Schnittpunkt der Balken.[15]

### Orgel
Die Orgel baute die Firma Philipp Furtwängler & Söhne aus Elze 1881 ein, die Weihe erfolgte am 4. Advent desselben Jahres. Ein elektrisches Gebläse wurde 1912 installiert, bei der Überarbeitung im Jahr 1960 wurde das Instrument dem barocken Klangideal angepasst. Das Nachthorn 2′ wurde 1972 gegen eine Posaune 16′ getauscht. Die Orgel mit 16 Registern besitzt knapp über 1000 Pfeifen.
| I Hauptwerk C–g3 |           |        |
| 1.               | Prinzipal | 08′    |
| 2.               | Quintade  | 08′    |
| 3.               | Oktave    | 04′    |
| 4.               | Gemshorn  | 04′    |
| 5.               | Oktave    | 02′    |
| 6.               | Nasat     | 02 ⁄3′ |
| 7.               | Mixtur IV | 01 ⁄3′ |

| II Brustwerk C–g3 |                 |     |
| 8.                | Gedackt         | 08′ |
| 9.                | Prinzipal       | 02′ |
| 10.               | Gedacktflöte    | 04′ |
| 11.               | Sesquialtera II |     |

| Pedalwerk C–f1 |            |     |
| 12.            | Subbass    | 16′ |
| 13.            | Prinzipal  | 08′ |
| 14.            | Oktave     | 04′ |
| 15.            | Mixtur III |     |
| 16.            | Posaune    | 16′ |

### Tauffünte
- Die Tauffünte ist 90 cm hoch und hat einen Durchmesser von 68,5 cm. Die Umschrift am oberen Rand lautet ANNO DN M CCC L’XVIII MEYNE SCULTE + GODEKE WE’SFAL + IURATI ME D’BOIS ECCE HUI DAVERUT (Im Jahr des Herrn 1368 haben mich die Juraten Meyne, Schulte, Godeke und Westfal von (ihren) Gütern dieser Kirche geschenkt). Die Inschrift am oberen Rand lautet IOHES HARDE DEDIT BONA SUA HOC OP (Johannes Harde gab von seinem Gut zu diesem Werk.) Vier Trägerfiguren stehen auf einem Ring, sie halten den Kessel. Von diesen Figuren tragen drei die Last auf ihrem Nacken und eine auf der Schulter. Zwei Figuren stützen den Kessel mit beiden Händen und zwei mit nur einer Hand. Die Bedeutung dieser Figuren ist nicht bekannt, vermutlich wurden sie vor dem Guss zufällig aus vorliegenden Modellen ausgewählt. Die Reliefs in der Mitte der Außenwand zeigen die Kreuzigung Christi, den hl. Petrus mit dem Attribut Schlüssel, die hl. Mauritius mit einem Schild und einem Speer, an dem eine Fahne mit dem Kreuzzeichen hängt. Die Reliefs sind durch Medaillons gegliedert, deren Bedeutung nicht bekannt ist. Die Reliefs am unteren Rand zeigen Christus als Weltenrichter, die Himmelfahrt Christi, Jesus mit zwei Jüngern in Emmaus, die Auferstehung Christi, die Kreuzigung, Jesus vor dem hohen Rat, die Flucht nach Ägypten, die Geburt Jesu und die Verkündigung an Maria.[17]

### Sonstige Ausstattung
- Über dem vorderen Eingang an der Südwand hängt ein mittelalterliches Kruzifix aus der Zeit um 1360.
- Die in den Seitenmauern eingelassenen Grabplatten sind für Menschen, die früher unter dem Altar beigesetzt wurden.
- Das Lesepult baute Heinrich Niebuhr aus Betzendorf 1984.
- Die Sitzbänke wurden 1881 hergestellt, die Bänke aus der Zeit um 1661 stehen auf der Empore.
- Die erste Turmuhr wurde 1589 angeschafft, sie lief bis 1904. Eine neue Uhr wurde 1907 angeschafft, sie hatte drei Zifferblätter und ein Betglockenwerk. Ein Stahlseil, das den Glockenhammer aus der Schwungbahn der ersten Glocke hielt, riss 2001, ein seitlicher Anschlaghammer wurde installiert.[18]
- Den Kronleuchter im Zentrum des Innenraumes schuf Siegfried Steege aus Schwarmstedt 1992. Vorher hing an dieser Stelle ein Kronleuchter aus Messing, der 1917 wegen des Ersten Weltkrieges abgeliefert werden musste. Die im Sturzflug befindliche Friedenstaube trägt einen Zweig im Schnabel, den sie der Menschheit bringt. Im Körper des Leuchters sind Elendsgestalten zu sehen.[19]

## Glocken
Ursprünglich hingen im Turm zwei Glocken, die von 1591 wurde 1920 eingeschmolzen, die andere aus dem Jahr 1789 wurde 1917 wegen des Ersten Weltkrieges abgeliefert. Sie trugen die Inschriften H o PAGEL o KASTENS o HINRICH o MEIGER o GARBERT o DIREKES o KASTENS o MORINCK o ANNO o 1591 o ANDREAS o HEINECKE o MEFEZIT. und GOTT . ALLEIN . DIE . EHRE. E . BECKER – PREDIGER ZU . BETZENDORF . IM . JAHR . ANNO . 1789 . I. C. HAUTSCH . UM . GOSS. MICH. Derzeit besteht das Geläut aus zwei Glocken, die kleinere hat den Schlagton G’, sie wurde 1921 gegossen und hat einen Durchmesser von 106 cm. Sie trägt die Inschriften + FRIEDE SEI MIT EUCH + WER AUS DER WAHRHEIT IST, DER HÖRET MEINE STIMME und + GEGOSSEN VOM J. J. RADLER U. SÖHNE IN HILDESHEIM 1920 +. Die andere Glocke mit dem Schlagton F' wurde 1956 gegossen, sie hat einen Durchmesser von 110 cm. Die Inschriften lauten HIMMEL UND ERDE WERDEN VERGEHEN + ABER MEINE WORTE WERDEN NICHT VERGEHEN + MATTH + 24/35 +, sowie IM ERSTEN WELTKRIEG 1917 GEOPFERT + WIEDERERSTANDEN 1920 + IM ZWEITEN WELTKRIEG 1942 GEOPFERT + ZUM DRITTEN MALE NEU ERSTANDEN 1956 +.